# Uwe Bahnsen

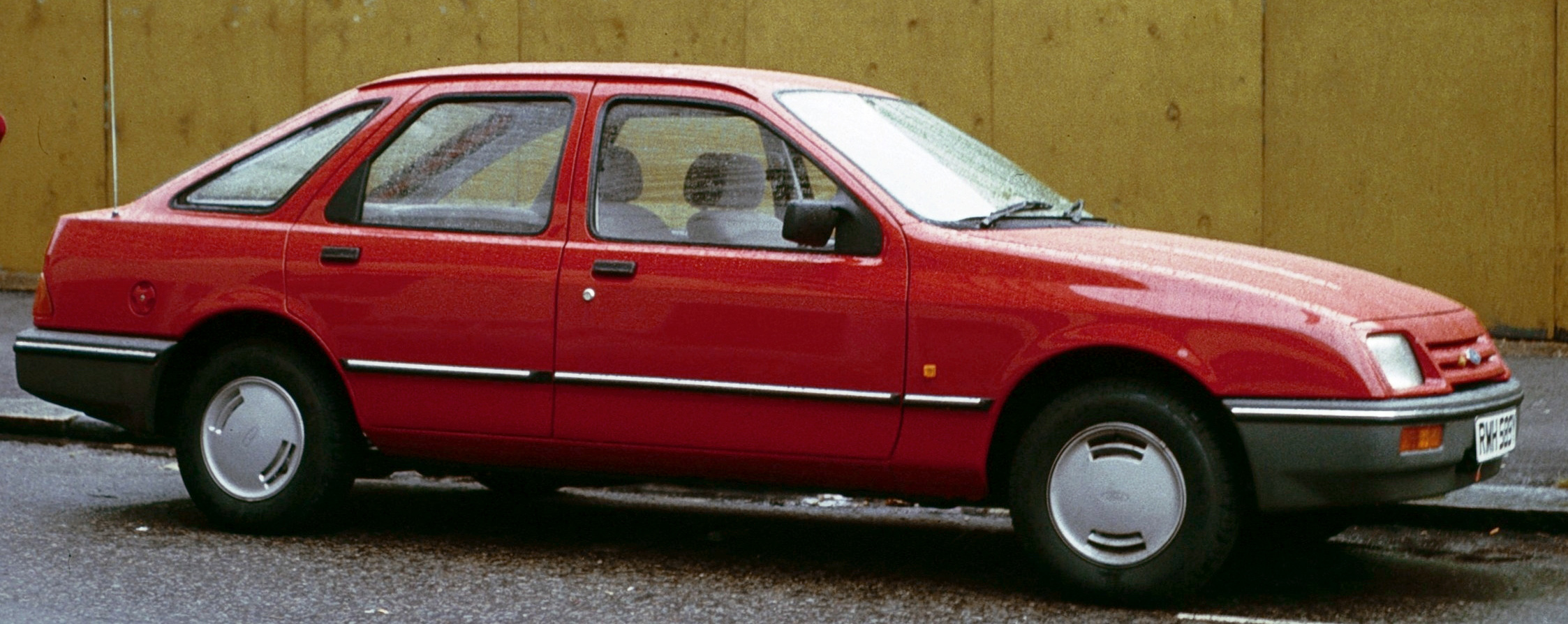
Ford Sierra MK I

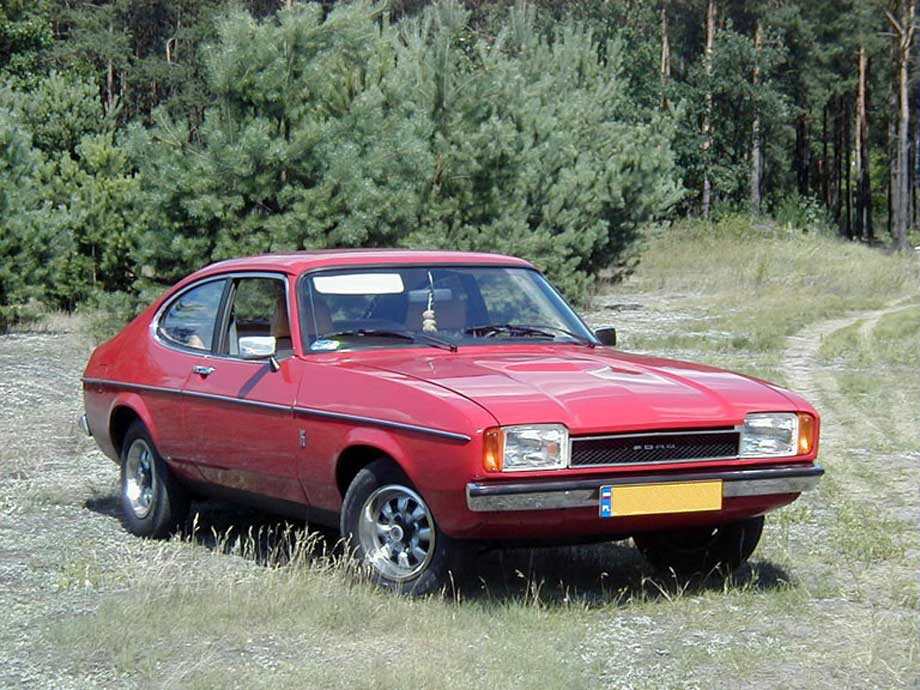
Ford Capri MkII

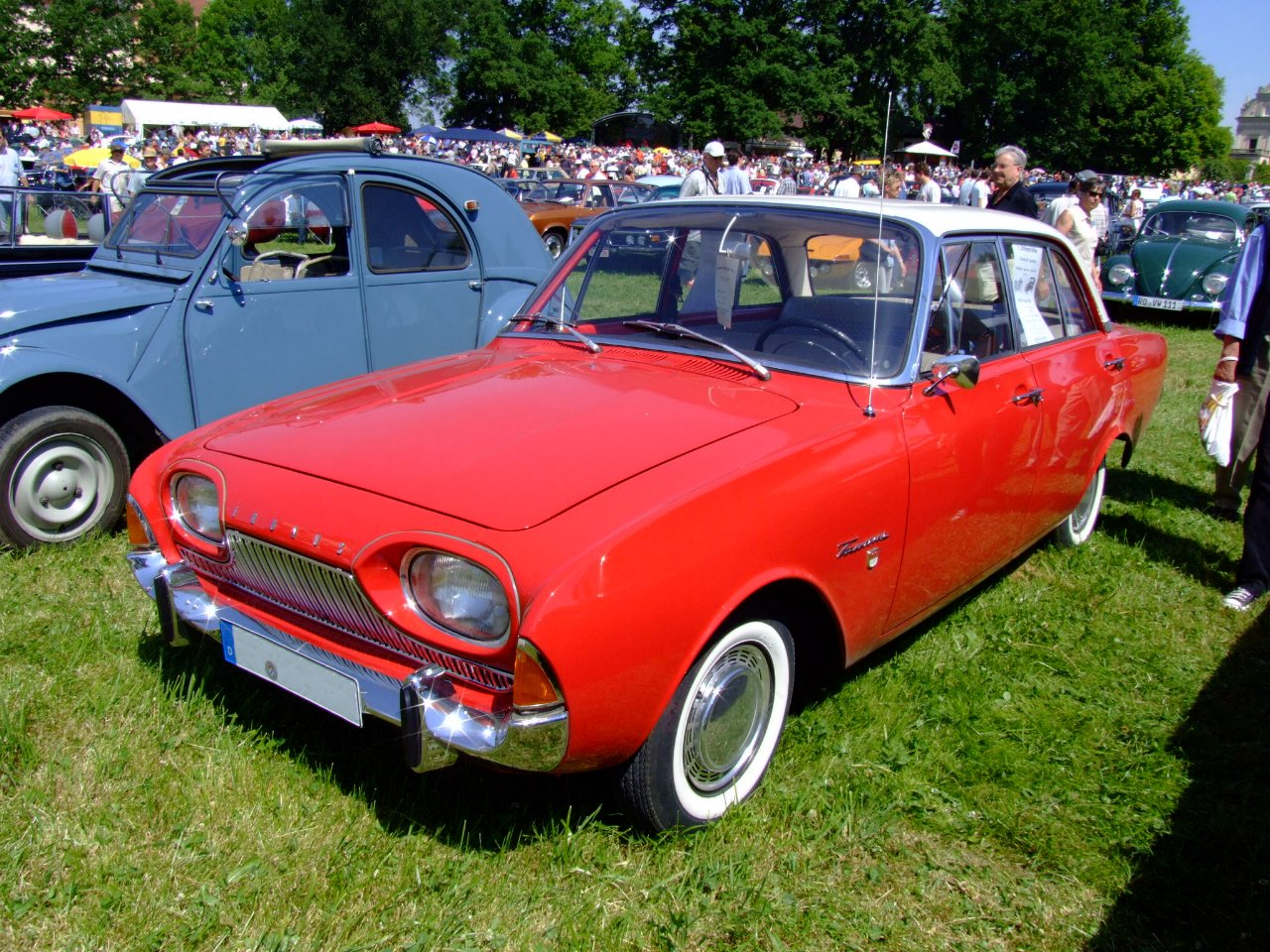
Ford Taunus P3 17M

Uwe Bahnsen (1930-30 de julio de 2013) fue un diseñador de automóviles alemán, responsable del diseño de numerosos modelos de Ford Europa durante las décadas de 1950 a 1980. 

## Semblanza
Bahnsen nació en Hamburgo en 1930. Después de un aprendizaje como escaparatista, estudió en la Facultad de Bellas Artes de Hamburgo. De 1958 a 1986 ocupó varios puestos en Ford Europa, siendo nombrado vicepresidente de diseño. Durante este tiempo, sus diseños incluyeron el Taunus 17m y el Capri II. También era un entusiasta de los deportes de motor y en la década de 1960 organizó el Ford Works Team. Fue miembro del equipo involucrado en el diseño del Mk1 Capri, trabajando con el estilista jefe Phil Clark.
A mediados de la década de 1970, Bahnsen se había convertido en el vicepresidente de diseño de Ford Europa, y alejó a la empresa del lenguaje de diseño de la "botella de Coca-Cola" de fines de la década de 1960, hacia la escuela de moda del "origami" o del "papel doblado", tipificado en sus diseños cuadrados y angulares para el Escort Mk II (1975), Mk IV Cortina/Taunus (1976), Granada Mk II (1978) y el Escort Mk III (1980). A principios de la década de 1980, había variado el lenguaje de estilo de Ford nuevamente hacia el aspecto "aerodinámico" redondeado, el más famoso el Ford Sierra en 1982 y el Scorpio/Granada III en 1985, el último diseño de Bahnsen para Ford.
En 1986 dejó Ford para convertirse en director de formación en el Art Center College of Design en La Tour-de-Peilz (Suiza), que dirigió entre 1990 y 1995. En 1992 fue elegido miembro de la Junta Ejecutiva del Consejo Internacional de Sociedades de Diseño Industrial (CIADI) y fue su presidente de 1995 a 1997.
Con su esposa Maureen, se retiró a Monflanquin, en la región vinícola al este de Burdeos. Durante sus últimos meses, Bahnsen vivió con su esposa en Albi, a poca distancia al noreste de Toulouse.
Cuando murió el 30 de julio de 2013, a Bahnsen le sobrevivieron su viuda Maureen, sus cuatro hijos y numerosos nietos. Su cuerpo fue incinerado en el crematorio de Albi el 3 de agosto de 2013.

## Reconocimientos
- Uwe Bahnsen fue miembro de la Royal Society of Arts, miembro de la Chartered Society of Designers y miembro internacional de la Industrial Designers Society of America (IDSA).

## Principales realizaciones
Bahnsen dirigió el diseño de los siguientes vehículos:
- Ford Taunus 17m "Bathub" (1960)[1]
- Ford Taunus TC TC "Knudsen" (1970)
- Ford Capri II (1973)
- Ford Escort II (1975)
- Ford Taunus / Cortina IV (1976)
- Ford Fiesta I (1976)
- Ford Granada II (1978)
- Ford Capri III (II revisado) (1978)
- Ford Escort III (1980)
- Ford Sierra (1982)[5]
- Ford Scorpio I / Granada III (1985)
- Ford Transit (1986)[6]